# Senador José Bento (kommun)
Senador José Bento är en kommun i Brasilien.   Den ligger i delstaten Minas Gerais, i den sydöstra delen av landet, 700 km söder om huvudstaden Brasília. Antalet invånare är 1 868.
Följande samhällen finns i Senador José Bento:
- Senador José Bento

Omgivningarna runt Senador José Bento är huvudsakligen savann. Runt Senador José Bento är det ganska tätbefolkat, med 124 invånare per kvadratkilometer.